# John M. Steele
John M. Steele ist ein britischer Wissenschaftshistoriker und Professor für Ägyptologie und Assyriologie an der Brown University, der sich besonders mit babylonischer Astronomiegeschichte befasst.
Steele studierte Physik an der Universität Durham mit dem Bachelor-Abschluss 1995 und wurde dort 1998 in Astronomiegeschichte promoviert (Observations and Predictions of Eclipse Times by Astronomers in the Pre-Telescopic Period). Als Post-Doktorand war er 1998/99 am Dibner Institute des Massachusetts Institute of Technology (MIT), von 1999 bis 2002 war er Leverhulme Fellow in Durham und von 2002 bis 2004 Kenneth May Fellow an der Universität Toronto. Von 2004 bis 2008 war er Royal Society Research Fellow an der Universität Durham, 2008 Associate Professor und 2012 Professor für Ägyptologie und Assyriologie an der Brown University.
Er war Gastprofessor an der Jiaotong-Universität Shanghai. 2010/11 war er Webster Lecturer des Archaeological Institute of America.
In seiner Dissertation analysierte er die Vorhersagen und Beobachtungen von Finsternissen bis zur Zeit der Erfindung des Teleskops.
Er ist Gründer und Herausgeber der Reihe Scientific Writings from the Ancient and Medieval World bei Routledge. Er ist im Herausgebergremium der Buchreihe Time, Astronomy, and Calendars (Brill), war von 2013 bis 2015 Advisory Editor von Isis und ist seit 2012 im Herausgebergremium des Journal for the History of Astronomy.

## Schriften
- Observations and Predictions of Eclipse Times by Early Astronomers, Archimedes 4, Kluwer 2000
- Herausgeber mit Annette Imhausen: Under One Sky: Astronomy and Mathematics in the Ancient Near East, 2002
- A Brief Introduction to Astronomy in the Middle East, London: Saqui Books 2008
- Herausgeber: Calendars and Years: Astronomy and Time in the Ancient Near East, Oxford: Oxbow Books 2007, Band 2, Oxford 2011
- Ancient Astronomical Observations and the Study of the Moon’s Motion (1691–1757), Sources and Studies in the History of Mathematics and the Physical Sciences, Springer 2012
- Herausgeber mit J. Ben-Dov, W. Horowitz: Living the Lunar Calender, Oxford: Oxbow Books 2012
- Herausgeber mit I. Pingree: Pathways into the Study of Ancient Sciences: Selected Essays by David Pingree, Transactions of the American Philosophical Society 104/4, Philadelphia 2014
- Herausgeber mit J. Haubold, G. Lanfranchi, R. Rollinger: The World of Berossos, Classica et Orientalia 5, Wiesbaden: Harrassowitz 2013
  - Darin von Steele:  The ‘Astronomical Fragments’ of Berossos in Context, S. 107–121
- Herausgeber: The circulation of astronomical knowledge in the ancient world, Brill 2016
  - Darin von Steele:  The Circulation of Astronomical Knowledge between Babylon and Uruk, S. 93–118
- Herausgeber mit A. Jones, C. Proust: A mathematician’s jouney:  Otto Neugebauer and modern transformation of ancient sciences, Archimedes, Springer 2016
  - Darin von Steele:  Neugebauer’s Astronomical Cuneiform Texts and its Reception
- C. L. N. Ruggles, J.-A. Belmonte, S. Iwaniszewski, A. López, S. McCluskey, J. M. Steele, Sun Xiaochun (Hrsg.), Handbook of Archaeoastronomy and Ethnoastronomy, Springer 2015
- Mesopotamian Astrological Geography, in: P. Parthel, G. van Kooten (Hrsg.), The Star of Bethlehem and the Magi: Perspectives from Experts on the Ancient Near East, the Greco-Roman World, and Modern Astronomy, Leiden: Brill, 2015, S. 201–216.